# Маркизио (Кунео)
Маркизио је насеље у Италији у округу Кунео, региону Пијемонт.
Према процени из 2011. у насељу је живело 61 становника. Насеље се налази на надморској висини од 389 м.